# Eomaia
Eomaia ('mãe escaladora do alvorecer') é um recentemente descoberto mamífero extinto que pode ser um dos mais antigos ancestrais de todos os eutheria já encontrados.
O fóssil foi descoberto na Formação Yixian, província de Liaoning, China. Ele data da idade Barremiana, no Cretáceo Inferior.
O fóssil tem 10 cm de comprimento e é virtualmente completo. Um estimativa do peso corporal é entre 20-25g. Ele está excepcionalmente bem preservado para uma idade de 125 milhões de anos. Embora o crânio do fóssil esteja esmagado, seus dentes, minúsculos ossos do pé, cartilagens e até sua pele são visíveis.

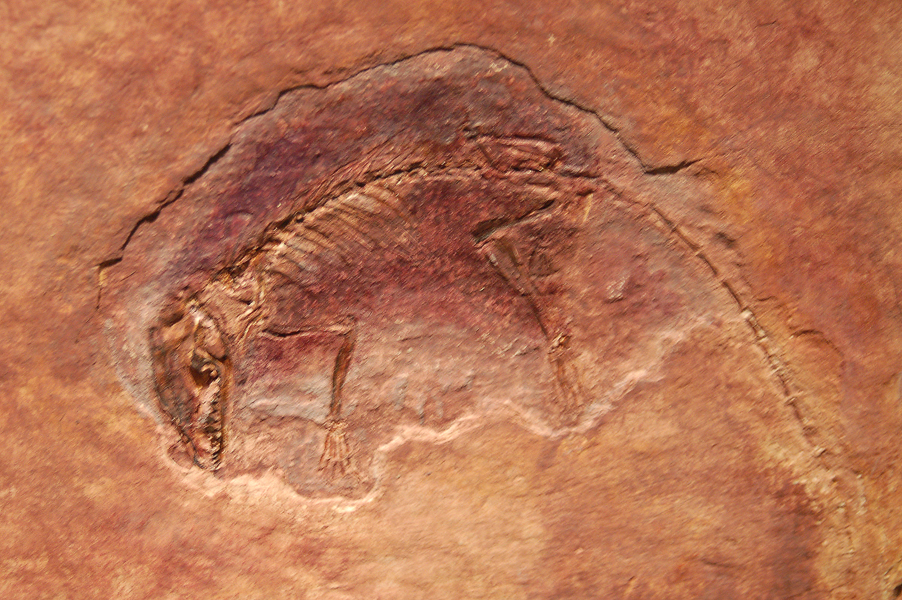
Fóssil de Eomaia, mostrando pelos preservados.

De acordo com a paleontóloga Anne Weil, Eomaia não foi um mamífero placentário. Ele foi um representante inicial, primitivo da linhagem de todos os mamíferos placentários, incluindo espécies de porcos, elefantes, cavalos, gatos e humanos.
Seus quadris indicam que era um animal com capacidade de parir ainda jovem, mas os filhotes não eram bem desenvolvidos. Isto é um forte indício de que não havia placenta.